# 夹边沟 (电影)
《夹边沟》是中国大陆导演王兵的第一部故事片，于2010年9月6日在威尼斯电影节首映。影片根据楊顯惠的小说《告别夹边沟》中的片段改编，以中国甘肃右派劳改农场为背景，描绘了右派分子被强制劳动改造、饥饿而死的悲惨景象。该片曾在法国Arte台播放。

## 審查
本片情節殘酷，在中國國內沒有獲得公映許可，以盜版形式流通

## 评论
王兵：“我不认为这是一部揭露性、抗议性的电影，我认为对中国是一部建设性的电影。作为今天的中国人，我们能够回顾、正视自己的历史、同时要尊重历史，不是为了抗议任何东西，只是为了让未来我们这个社会更加合理、更加公正、更加自由。”